# ميلاني روبرتس
ميلاني روبرتس (بالإنجليزية: Melanie Roberts) هي لاعبة جمباز فني بريطانية، ولدت في 13 مايو 1988 في Saltney ‏ في المملكة المتحدة.

## وصلات خارجية
- ميلاني روبرتس على موقع الاتحاد الدولي للجمباز (licence) (الإنجليزية)
- ميلاني روبرتس على موقع الاتحاد الدولي للجمباز (biography) (الإنجليزية)
- ميلاني روبرتس على موقع دورة ألعاب الكومنولث 2006 (مؤرشف) (الإنجليزية)